# Sääre
Sääre es una localidad situada en el condado de Hiiu, Estonia. Tiene una población estimada, en 2021, de 38 habitantes.
Está ubicada en la isla de Hiiumaa (en el archipiélago Moonsund), al noroeste del país, junto a la costa del mar Báltico y a poca distancia al norte de la isla de Saaremaa.